# Лечин, Хуан Клаудио
Хуан Клаудио Лечин Вайсе (исп. Juan Claudio Lechín Weise; род. 27.3.1956, Ла-Пас, Боливия) — боливийский писатель, лауреат Национальной премии за роман 2004 года. Сын Хуана Лечина.

## Биография
Сын профсоюзного лидера и левого политика Хуана Лечина Окендо, бывшего в 1960-х вице-президентом Боливии. Учился в школах Марискаля Брауна, Тедеска (Италия), Александра фон Гумбольдта (Перу) и Санта-Моники (Венесуэла) и позже в разных университетах: Санта-Мария и Ла-Католика (Каракас), Рикардо Пальма (Лима), Высший Сан-Андреса (Ла-Пас) и Бостона (США), где окончил факультет экономики с отличием (1984).
Он работал советником в Национальном институте прединвестиций, а спустя годы — в Gravetal-Bolivia; Он был менеджером нескольких компаний и директором Палаты экспортёров. Он был профессором Высшего университета Сан-Андреса (политическая экономия, 1985-86; макроэкономика, 1986-89; государственная политика, 1986-89; ежегодный литературно-творческий семинар, 1998-99).
В литературу он вошёл через театр как драматург, а также как режиссёр и актёр. Со своим дебютным романом «Праздник желания» (El festejo del deseo) он занял второе место на премии Эриха Гуттентага, но окончательное признание пришло к роману «La gula del picaflor», получившему Национальную премию (2004).
Его рассказы («Месть», «Дурак в классе») появились в антологиях и журналах, а некоторые из его произведений были переведены на другие языки. Его статьи были публиковались в различных средствах массовой информации, таких как El Comercio в Перу, Clarín в Аргентине, венесуэльские El Nacional и Tal Cual, La Razón в Боливии. Он вёл рубрику литературных интервью El Pie de la Letra (2005) журнала Periodistas Asociados de Televisión (PAT).
Лечин также писал сценарии для фильмов, таких как «Груз запечатан» Хулио Варгаса или (в сотрудничестве) «Не говори» Мелы Маркес, позже переименованный в «Знай, что я искал тебя», основанный на жизни писателя Хайме Саенса. Он также снялся в фильме Хуана Карлоса Вальдивии «Иона и розовый кит», основанном на одноименном романе Вольфанго Монтеса (1995). Он поставил несколько пьес, например, свою собственную «1491: Кондоры в Испании» и «Люминарию» Эмилио Карбальидо (1999). Он также был исполнительным продюсером короткометражного телевизионного фильма Tango Libre (1989).
Ныне проживает в Перу.

## Произведения
- El festejo del deseo («Праздник желания»), роман, Los Amgios del Libro, Cochabamba/La Paz, 1993.
- Fernando, el caótico, пьеса, 1998.
- Memorias de Juan Lechín Oquendo («Мемуары Хуана Лечина Окендо»), биография его отца, написанная с магнитофонных записей, 2000.
- El sindicato, germen del Estado nacional («Союз, зародыш национального государства»), эссе, написанное в Аргентине в 2002 году; неопубликовано[1]
- Gonzalo Pizarro, el malogrador («Гонсало Писарро, плохой парень»), эссе
- La gula del picaflor («Чревоугодие колибри»), роман, 2004.
- 1491: Los Cóndores en España («1491: Кондоры в Испании»), пьеса, Ла-Манча, 2010.
- Las máscaras del fascismo («Маски фашизма»), очерк, 2011.